# Gai Opi
|  | Per a altres significats, vegeu «Gai Opi (desambiguació)». |

Gai Opi (en llatí: Gaius Oppius) va ser un company i amic íntim de Juli Cèsar. Juntament amb Luci Corneli Balb Menor va portar els afers privats de Cèsar. Opi formava part de la gens Òpia, una gens romana d'origen plebeu.
Es diu que Cèsar l'apreciava tant que una vegada que sorpresos per una tempesta es van refugiar a casa d'un pobre home que només tenia una cambra, va cedir aquesta a Opi (que estava delicat de salut) i ell mateix i d'altres van dormir al porxo.
Aquesta amistat va continuar fins a la mort de Cèsar l'any 44 aC, i mentre el dictador era absent a Hispània, Opi i Balb van portar tots els afers a Roma tot i que el govern de la ciutat estava en mans nominalment de Marc Lèpid com a magister equitum. Després del 44 aC, Opi va donar suport a Gai Juli Cèsar Octavià.
Va escriure suposadament algunes obres que s'han perdut sobre les guerres alexandrina, d'Àfrica i d'Hispània, encara que també s'atribueixen a Hirci, el qual probablement va escriure almenys la de la guerra alexandrina i la d'Hispània, i Opi potser va escriure la d'Àfrica. També va escriure les biografies d'alguns romans distingits: Escipió Africà el Vell, Cassi, Gai Mari, Gneu Pompeu Magne i probablement una vida de Juli Cèsar. L'any 43 aC va escriure un llibre que volia demostrar que Cesarió no era fill de Cèsar i de Cleòpatra com aquesta volia fer veure.